# Колесов Микола Борисович
Микола Борисович Колесов (рос. Николай Борисович Колесов, нар. 16 лютого 1956, Москва — пом. 23 серпня 1998, Москва) — радянський та російський футболіст, що грав на позиції півзахисника.

## Ігрова кар'єра
Вихованець школи «Динамо» (Москва). 1976 року дебютував в московському «Динамо» в Вищій лізі СРСР. Всього за «Динамо» відіграв 73 матчі, забив 13 м'ячів.
1980 року пішов з «Динамо», оскільки не бачив довіри до себе з боку тренерів. Перейшов до «Кубані», де провів кілька яскравих сезонів. У сезоні 1986 пішов з «Кубані»: спочатку місяць був в Іжевську, але так і не був заявлений. Влітку 1986 року покликали в Калінін, але теж не заявили. Однак запропонували стати тренером, і Колесов другу частину сезону допомагав тренеру місцевої «Волги» Бабуріну. У підсумку, допоміг команді залишитися у 2-й лізі.
1987 року Колесова покликали назад в «Кубань», допомогти команді, яка вилетіла в Другу лігу. Провівши сезон в Краснодарі, він допоміг команді зайняти перше місце в групі, а потім і у фінальному турнірі між переможцями груп.
1988 року, на запрошення свого друга Миколи Латиша, кілька місяців відіграв за тульський «Арсенал». У 1989 році відіграв сезон за «Зорю» (Бєльці). Хоча команда грала слабо, але Колесов запам'ятався уболівальникам. Вони після сезону не хотіли його відпускати, але він віддав перевагу грати у ветеранських турнірах.
1990 року, на запрошення ще одного друга, Юрія Резніка, виступав за полтавську «Ворсклу».
1991 року, під час однієї з ветеранських ігор, суддя матчу Віктор Халапурдін, друг Валерія Четверикова, натякнув Колесову, що його чекають в «КАМАЗі». Спочатку Микола відмовлявся, але коли під час від'їзду на одну з ветеранських ігор, його зустрів на вокзалі Четвериков, що стояв під сильним дощем, то зрозумів — наміри керівництва «КАМАЗу» серйозні.
З 1991 року грав у Набережних Човнах. Пройшов з командою шлях від союзної буферної зони до вищої ліги Росії.
Продовжував грати до 38 років. Всього в чемпіонатах СРСР і Росії провів 465 ігор, забив 92 м'ячі. Влітку 1995 в Набережних Човнах, на переповненому стадіоні, йому влаштували офіційні проводи з футболу.
По закінченні професійної кар'єри грав у ветеранських турнірах.
Помер 23 серпня 1998 на 43-му році життя у Москві від пухлини головного мозку. Похований на Кунцевському кладовищі.

## Досягнення
- Чемпіон СРСР: 1976 (в);
- Бронзовий призер чемпіонату СРСР:1975
- Переможець Кубку СРСР: 1977;